# اولین ایلوس
اولین ایلوس (استونیایی: Evelin Ilves؛ زادهٔ ۲۰ آوریل ۱۹۶۸) دومین همسر توماس هندریک ایلوس رئیس‌جمهور استونی و بانوی اول استونی از سال ۲۰۰۶ تا ۲۰۱۵ بوده‌است. وی از سال ۲۰۰۸ تا ۲۰۱۴ رییس فدراسیون رول‌اسکیت استونی بوده.